# Ficus andamanica
Ficus andamanica là một loài thực vật thuộc họ Moraceae. Đây là loài đặc hữu của Ấn Độ. Nó hiện đang bị đe dọa vì mất môi trường sống.